# Ситник
Си́тник (лат. Júncus) — крупный род цветковых растений семейства Ситниковые (Juncaceae). Типовой род семейства.
Латинское название встречается у Вергилия и других древнеримских авторов. Происходит от лат. jungere — связывать, соединять или сплетать, так как служил для плетения циновок, корзин и других изделий.

## Распространение и среда обитания
Ареал — преимущественно Северное полушарие, растения встречаются в сырых местах от тундры до тропиков.

## Ботаническое описание
Представители рода — многолетние, корневищные, реже однолетние травянистые растения.
Листья — с открытыми незамкнутыми влагалищами, без ушек или с ушками. Пластинки листьев плоские — злаковидные или цилиндрические — стеблевидные или же трубчатые, поперечно-перегородчатые.
Цветки обоеполые, буроватые или зеленоватые, собраны в различные соцветия — от простого головчатого до сложнометельчатого, расположены на веточках. Соцветия расположены по одному и снабжены при основании двумя прицветничками, либо скучены по несколько в головки и окруженные кольцом прицветников. Листочки околоцветника тонко-кожистые, реже перепончатые, по краю плёнчато-окаймлённые. Завязь одногнездная или трёхгнездная. Столбик цилиндрический, иногда очень короткий, едва заметный. Рыльца три, покрытых длинными сосочками, выдающихся из околоцветника.
Плод — трёхгнёздная коробочка. Семена многочисленные, продолговатые или овальные, нередко с длинными, хвостовидными, плёнчатыми придатками.
Размножение — семенами или корневищами.

## Значение и применение
Многие виды выращиваются в качестве декоративных растений в увлажнённых местах.
Стебли ситника используются при плетении изделий. Ситник развесистый (игуса), с его прочной на износ соломой, широко применяется в Японии для плетения внешней оболочки напольных матов татами.
Некоторые представители рода составляют заметную часть сена или травостоя на пастбищах, но кормовое значение этих видов почти не изучено. На пастбищах поедаются плохо, редко — удовлетворительно или хорошо. В сене поедаются удовлетворительно.

## Классификация
Согласно данным сайта Королевских ботанических садов Кью род насчитывает 344 вида. На территории России и сопредельных стран произрастают следующие виды:
- Juncus acutus L. (1753) typus[8] — Ситник острый
- Juncus alpigenus K.Koch (1848) — Ситник высокогорный
- Juncus alpinoarticulatus Chaix (1785) — Ситник альпийскочленистый
- Juncus amuricus (Maxim.) V.I.Krecz. & Gontsch. (1935) — Ситник амурский
- Juncus articulatus L. (1753) — Ситник членистый
- Juncus atratus Krock. (1787) — Ситник темноцветный
- Juncus balticus Willd. (1809) — Ситник балтийский
- Juncus beringensis Buchenau (1890) — Ситник беринговский
- Juncus biglumis L. (1753) — Ситник двухчешуйный
- Juncus brachyspathus Maxim. (1859) — Ситник короткообёрточный
- Juncus bufonius L. (1753) — Ситник жабий
- Juncus bulbosus L. (1753) — Ситник луковичный
- Juncus capitatus Weigel (1772) — Ситник головчатый
- Juncus castaneus Sm. (1800) — Ситник каштановый
- Juncus compressus Jacq. (1762) — Ситник сплюснутый
- Juncus conglomeratus L. (1753) — Ситник скученный
- Juncus curvatus Buchenau (1906) — Ситник изогнутый
- Juncus decipiens (Buchenau) Nakai (1928) — Ситник сомнительный
- Juncus effusus L. (1753) — Ситник развесистый, или Ситник расходящийся
- Juncus filiformis L. (1753) — Ситник нитевидный
- Juncus gerardii Loisel. (1809) — Ситник Жерара
- Juncus gracillimus (Buchenau) V.I.Krecz. & Gontsch. (1935) — Ситник тончайший
- Juncus haenkei E.Mey. (1822) — Ситник Генке
- Juncus heptopotamicus V.I.Krecz. & Gontsch. (1935) — Ситник семиреченский
- Juncus himalensis Klotzsch (1862) — Ситник гималайский
- Juncus inflexus L. (1753) — Ситник склоняющийся
- Juncus ×inundatus Drejer (1838) — Ситник затопляемый
- Juncus jaxarticus V.I.Krecz. & Gontsch. (1935) — Ситник сыр-дарьинский
- Juncus littoralis C.A.Mey. (1831) — Ситник береговой
- Juncus macrantherus V.I.Krecz. & Gontsch. (1935) — Ситник длиннопыльниковый
- Juncus maritimus Lam. (1789) — Ситник морской
- Juncus minutulus (Albert & Jahand.) Prain (1921) — Ситник мелкий
- Juncus prominens (Buchenau) Miyabe & Kudo (1913) — Ситник выдающийся
- Juncus ranarius Songeon & E.P.Perrier (1859) — Ситник лягушачий
- Juncus salsuginosus Turcz. ex C.A.Mey. (1853) — Ситник солончаковый
- Juncus soranthus Schrenk (1843) — Ситник кучкоцветный
- Juncus sphaerocarpus Nees (1818) — Ситник круглоплодный
- Juncus squarrosus L. (1753) — Ситник растопыренный
- Juncus stygius L. (1759) — Ситник стигийский
- Juncus subulatus Forssk. (1775) — Ситник шиловидный
- Juncus tenageia Ehrh. ex L.f. (1781) — Ситник мелководный
- Juncus tenuis Willd. (1799) — Ситник тонкий
- Juncus thomsonii Buchenau (1867) — Ситник Томсона
- Juncus trifidus L. (1753) — Ситник трёхраздельный
- Juncus triglumis L. (1753) — Ситник трёхчешуйный
- Juncus turkestanicus V.I.Krecz. & Gontsch. (1935) — Ситник туркестанский
- Juncus virens Buchenau (1906) — Ситник зеленоватый

## Галерея

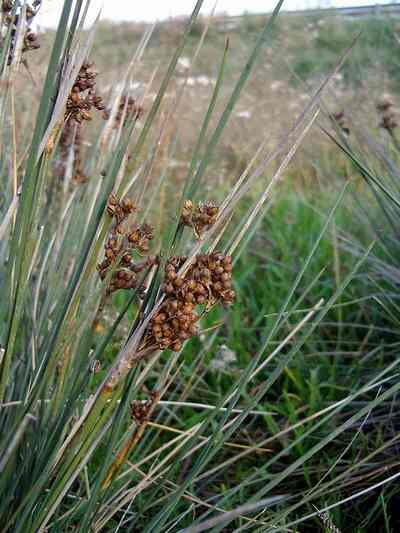
Juncus acutus
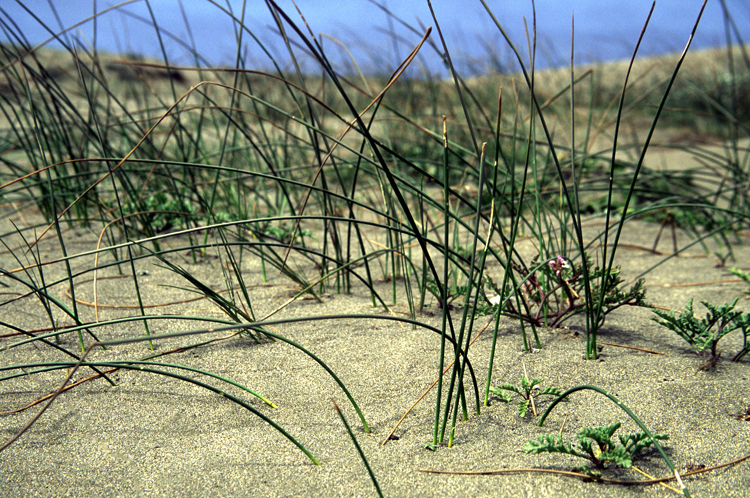
Juncus breweri
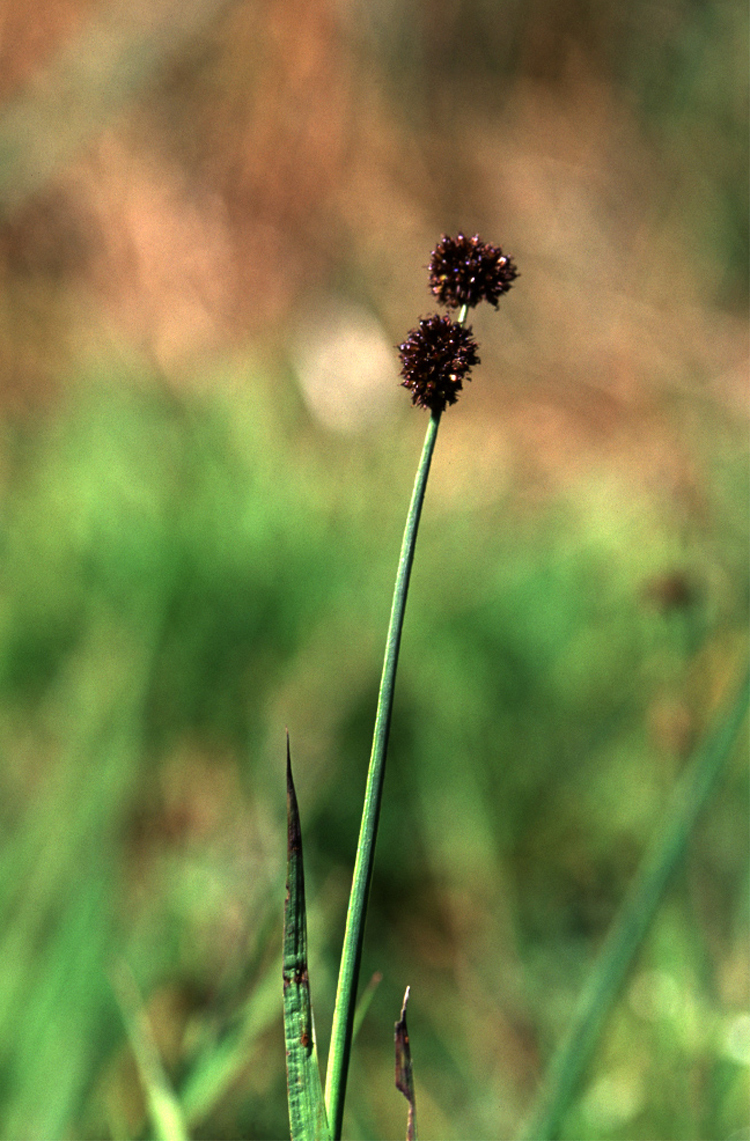
Juncus ensifolius
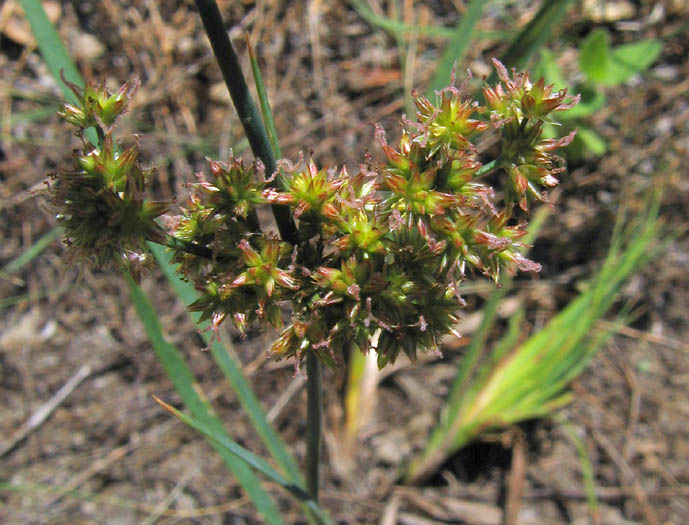
Juncus xiphioides